# Liste der Monuments historiques in Urschenheim
Die Liste der Monuments historiques in Urschenheim führt die Monuments historiques in der französischen Gemeinde Urschenheim auf.

## Liste der Bauwerke
| Bezeichnung       | Beschreibung                                                          | Standort         | Kennzeichnung | Schutzstatus | Datum | Bild           |
| ----------------- | --------------------------------------------------------------------- | ---------------- | ------------- | ------------ | ----- | -------------- |
| Kirche St-Georges | ehemaliger Chorturm aus dem 12. Jahrhundert, Schiff und Chor von 1840 | Grand Rue (Lage) | PA00085726    | Classé       | 1895  | weitere Bilder |

## Liste der Objekte
| Bezeichnung                 | Beschreibung                                                              | Standort                        | Kennzeichnung | Schutzstatus | Datum | Bild |
| --------------------------- | ------------------------------------------------------------------------- | ------------------------------- | ------------- | ------------ | ----- | ---- |
| Stele Heilige Odilie        | Sandstein, 1953, Entwurf und Ausführung Léon Zack                         | in der Kirche St-Georges (Lage) | PM68000751    | Classé       | 1999  |      |
| Antependium                 | Baumwolle, 1953, Entwurf Léon Zack                                        | in der Kirche St-Georges (Lage) | PM68000753    | Classé       | 1999  |      |
| Gemälde Christi Himmelfahrt | Ölfarbe auf Leinwand, maroufliert, 1953, Entwurf und Ausführung Léon Zack | in der Kirche St-Georges (Lage) | PM68000750    | Classé       | 1999  |      |
| Stele Heiliger Arbogast     | Sandstein, 1953, Entwurf und Ausführung Léon Zack                         | in der Kirche St-Georges (Lage) | PM68000752    | Classé       | 1999  |      |